# Francesco Lo Savio
Francesco Lo Savio (Roma, 28 gennaio 1935 – Marsiglia, 21 settembre 1963) è stato un artista italiano.

## Biografia
Esordisce nel 1958 al "Premio Cinecittà", una mostra collettiva organizzata dal Partito comunista italiano, dove espone con Mario Schifano, Sergio Lombardo, Renato Mambor e Tano Festa, suo fratello. Grazie all'amicizia con Toti Scialoja, nel 1960 viene accolto nella galleria "La Salita", di Roma. Lo stesso anno la galleria "Selecta" di Roma gli dedica la prima personale ed espone in un'altra collettiva curata da Emilio Villa presso la galleria bolognese "Il Cancello". Nel 1961 inizia a esporre all'estero presso gallerie e musei. 
Le sue opere successive, "palesemente anticipatrici della minimal art...non furono ben accolte dall'ambiente artistico" causandogli problemi economici e depressione che lo portarono a suicidarsi nel 1963, lo stesso anno in cui usciva, presso l'editore De Luca di Roma, il suo libro Spazio luce: evoluzione di un'idea, riedito da Einaudi nel 1975 a cura di Germano Celant. 
Il suo successo postumo iniziò nel 1968 con la presenza a "Documenta 4", alla mostra Cento opere d'arte italiana dal futurismo a oggi della Galleria nazionale d'arte moderna e contemporanea, e alla sezione Linee della ricerca contemporanea della XXXIV Esposizione internazionale d'arte. Una sua retrospettiva curata da Germano Celant, inaugurò nel 1979 il Padiglione d'arte contemporanea di Milano. Altre retrospettive gli furono dedicate nel 2009 dal Museo Nacional Centro de Arte Reina Sofía di Madrid  e nel 2018 dal  Museo d'arte moderna e contemporanea di Trento e Rovereto.

## Nei musei
- Galleria civica d'arte moderna e contemporanea - (GAM), Torino
- Galleria d’arte moderna, Roma
- Fondazione Biscozzi Rimbaud, Lecce
- Fondazione Prada, Milano
- Museo d'arte contemporanea Donnaregina, (Museo Madre), Napoli
- Collezione Roberto Casamonti, Firenze